# (3198) Wallonia
(3198) Wallonia es un asteroide perteneciente al grupo de los asteroides que cruzan la órbita de Marte descubierto por François Dossin el 30 de diciembre de 1981 desde el Observatorio de la Alta Provenza, Francia.

## Designación y nombre
Wallonia se designó al principio como 1981 YH1.
Más tarde, en 1986, recibió su nombre de Valonia, una región de Bélgica, lugar de nacimiento del descubridor.

## Características orbitales
Wallonia orbita a una distancia media de 2,18 ua del Sol, pudiendo acercarse hasta 1,66 ua y alejarse hasta 2,7 ua. Su excentricidad es 0,2384 y la inclinación orbital 17,96 grados. Emplea 1176 días en completar una órbita alrededor del Sol.

## Características físicas
La magnitud absoluta de Wallonia es 13 y el periodo de rotación de 7,54 horas. Está asignado al tipo espectral S de la clasificación SMASSII.